# Kombissiri
Kombissiri este un oraș din Burkina Faso, reședința provinciei Bazèga.